# 沙瓦诺兹
沙瓦诺兹（法語：Chavanoz，法語發音：[ʃavanoz]）是法国伊泽尔省的一个市镇，位于该省西北部，原属维埃纳区，2017年改属拉图尔迪潘区。

## 地理
沙瓦诺兹（45°46'38"N, 5°10'18"E）面积8.24 平方千米，位于法国奥弗涅-罗讷-阿尔卑斯大区伊泽尔省，该省份为法国东南部内陆省份，北起顺时针与安省、萨瓦省、上阿尔卑斯省、德龙省、阿尔代什省、卢瓦尔省和罗讷省。
与沙瓦诺兹接壤的市镇（或旧市镇、城区）包括：洛耶特、圣罗曼-德雅利奥纳斯、蒂尼约-雅梅济约、昂通、沙尔维约-沙瓦尼厄、蓬德谢吕。
沙瓦诺兹的时区为UTC+01:00、UTC+02:00（夏令时）。

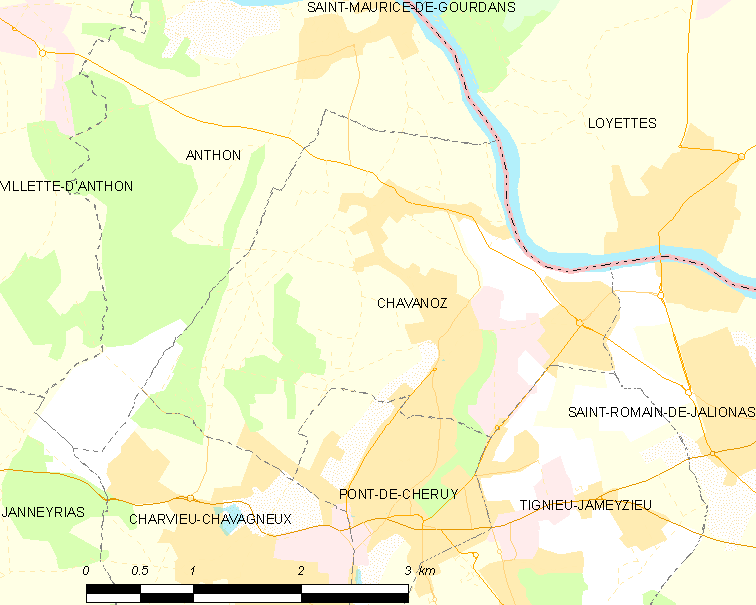
沙瓦诺兹的OSM定位图

## 行政
沙瓦诺兹的邮政编码为38230，INSEE市镇编码为38097。

## 政治
沙瓦诺兹所属的省级选区为沙尔维约-沙瓦尼厄县。

## 人口

1962-2008年间沙瓦诺兹人口变化图示

沙瓦诺兹于2022年1月1日时的人口数量为5090人。